# ديفيد سكوت (مؤرخ)
ديفيد سكوت (بالإنجليزية: David Scott)‏ هو مؤرخ أمريكي، ولد في 10 يوليو 1916، وتوفي في 30 مارس 2009.